# Васкес, Грейвис
Грейвис Хосе Васкес Родригес (исп. Greivis Josué Vásquez Rodríguez; род. 16 января 1987, Каракас, Венесуэла) — венесуэльский профессиональный баскетболист, выступавший в последнее время за команду Национальной баскетбольной ассоциации «Бруклин Нетс». Играет на позиции разыгрывающего и атакующего защитника. Был выбран на драфте НБА 2010 года в первом раунде под общим 28-м номером клубом «Мемфис Гриззлис».

## Биография
Грейвис Васкес родился в Каракасе, в 2004 году переехал в США и играл в баскетбол за команду христианской школы Монтроуз в Роквилле, штат Мэриленд. Его партнёром по команде был будущий игрок НБА Кевин Дюрант. После окончания школы в 2006 году Васкес поступил в Мэрилендский университет в Колледж-Парке. В университете он проучился четыре года и в последнем сезоне был признан лучшим игроком в Атлантической конференции, получил приз имени Боба Коузи и вошёл во вторую символическую сборную лучших игроков студенческого чемпионата.
На драфте НБА 2010 года Васкес был выбран в первом раунде под 28-м номером командой «Мемфис Гриззлис», став первым уроженцем Венесуэлы, выбранным на драфте НБА и лишь третьим венесуэльцем в истории лиги. В свой дебютный сезон в НБА он был резервным разыгрывающим «Гриззлис» и выходил в основном на замену Майку Конли. 24 декабря 2011 года Васкеса обменяли в «Нью-Орлеан Хорнетс» на Квинси Пондекстера. Он всё ещё оставался резервным игроком, но получил больше игрового времени. В сезоне 2012/2013 Васкес стал стартовым разыгрывающим «Хорнетс». Он был признан лучшим игроком Западной конференции последней недели декабря 2012 года. За три игры этой недели Васкес набирал в среднем 21 очко и делал 10 передач.
13 июля 2016 года подписал контракт с «Бруклин Нетс». 9 ноября 2016 игрок был отчислен из «Нетс», в составе которых провёл три игры.

## Статистика

### Статистика в НБА
| Сезон                                                                                    | Команда    | Регулярный сезон | Регулярный сезон | Регулярный сезон | Регулярный сезон | Регулярный сезон | Регулярный сезон | Регулярный сезон | Регулярный сезон | Регулярный сезон | Регулярный сезон | Регулярный сезон | Серия плей-офф | Серия плей-офф | Серия плей-офф | Серия плей-офф | Серия плей-офф | Серия плей-офф | Серия плей-офф | Серия плей-офф | Серия плей-офф | Серия плей-офф | Серия плей-офф |
| Сезон                                                                                    | Команда    | GP               | GS               | MPG              | FG%              | 3P%              | FT%              | RPG              | APG              | SPG              | BPG              | PPG              | GP             | GS             | MPG            | FG%            | 3P%            | FT%            | RPG            | APG            | SPG            | BPG            | PPG            |
| ---------------------------------------------------------------------------------------- | ---------- | ---------------- | ---------------- | ---------------- | ---------------- | ---------------- | ---------------- | ---------------- | ---------------- | ---------------- | ---------------- | ---------------- | -------------- | -------------- | -------------- | -------------- | -------------- | -------------- | -------------- | -------------- | -------------- | -------------- | -------------- |
| 2010/11                                                                                  | Мемфис     | 70               | 1                | 12,3             | 40,8             | 29,1             | 77,3             | 1,0              | 2,2              | 0,3              | 0,1              | 3,6              | 13             | 0              | 10,9           | 51,2           | 36,4           | 76,9           | 1,5            | 1,9            | 0,4            | 0,2            | 4,3            |
| 2011/12                                                                                  | Нью-Орлеан | 66               | 26               | 25,8             | 43,0             | 31,9             | 82,1             | 2,6              | 5,4              | 0,9              | 0,1              | 8,9              | Не участвовал  | Не участвовал  | Не участвовал  | Не участвовал  | Не участвовал  | Не участвовал  | Не участвовал  | Не участвовал  | Не участвовал  | Не участвовал  | Не участвовал  |
| 2012/13                                                                                  | Нью-Орлеан | 78               | 78               | 34,4             | 43,3             | 34,2             | 80,5             | 4,3              | 9,0              | 0,8              | 0,1              | 13,9             | Не участвовал  | Не участвовал  | Не участвовал  | Не участвовал  | Не участвовал  | Не участвовал  | Не участвовал  | Не участвовал  | Не участвовал  | Не участвовал  | Не участвовал  |
| 2013/14                                                                                  | Сакраменто | 18               | 18               | 25,8             | 43,3             | 32,0             | 93,8             | 1,9              | 5,3              | 0,3              | 0,1              | 9,8              | Не участвовал  | Не участвовал  | Не участвовал  | Не участвовал  | Не участвовал  | Не участвовал  | Не участвовал  | Не участвовал  | Не участвовал  | Не участвовал  | Не участвовал  |
| 2013/14                                                                                  | Торонто    | 61               | 5                | 21,5             | 41,7             | 38,9             | 85,5             | 2,3              | 3,7              | 0,4              | 0,1              | 9,5              | 7              | 0              | 27,1           | 42,2           | 37,0           | 77,8           | 3,7            | 5,1            | 0,6            | 0,1            | 10,1           |
| 2014/15                                                                                  | Торонто    | 82               | 29               | 24,3             | 40,8             | 37,9             | 75,8             | 2,6              | 3,7              | 0,6              | 0,1              | 9,5              | 4              | 0              | 25,3           | 37,9           | 35,7           | 100,0          | 1,8            | 3,0            | 0,5            | 0,0            | 7,5            |
| 2015/16                                                                                  | Милуоки    | 23               | 0                | 20,0             | 32,6             | 24,7             | 84,6             | 2,0              | 4,0              | 0,4              | 0,0              | 5,7              | Не участвовал  | Не участвовал  | Не участвовал  | Не участвовал  | Не участвовал  | Не участвовал  | Не участвовал  | Не участвовал  | Не участвовал  | Не участвовал  | Не участвовал  |
| 2016/17                                                                                  | Бруклин    | 3                | 0                | 12,9             | 25,0             | 33,3             | 66,7             | 0,7              | 1,7              | 0,3              | 0,3              | 2,3              | Не участвовал  | Не участвовал  | Не участвовал  | Не участвовал  | Не участвовал  | Не участвовал  | Не участвовал  | Не участвовал  | Не участвовал  | Не участвовал  | Не участвовал  |
|                                                                                          | Всего      | 401              | 157              | 23,7             | 41,8             | 34,9             | 81,7             | 2,5              | 4,8              | 0,6              | 0,1              | 9,0              | 24             | 0              | 18,0           | 44,0           | 36,5           | 80,0           | 2,2            | 3,0            | 0,5            | 0,1            | 6,5            |
| Наведите курсор мыши на аббревиатуры в заголовке таблицы, чтобы прочесть их расшифровку. |            |                  |                  |                  |                  |                  |                  |                  |                  |                  |                  |                  |                |                |                |                |                |                |                |                |                |                |                |

### Статистика в NCAA
| Сезон | Команда  | Conf  | Class | GP  | GS  | MPG  | FG%  | 3P%  | FT%  | RPG | APG | SPG | BPG | PPG  |
| --- | -------- | ----- | ----- | --- | --- | ---- | ---- | ---- | ---- | --- | --- | --- | --- | ---- |
| 2006/07 | Мэриленд | ACC   | FR    | 34  | 22  | 28,8 | 44,4 | 31,6 | 79,8 | 3,3 | 4,6 | 1,1 | 0,1 | 9,8  |
| 2007/08 | Мэриленд | ACC   | SO    | 34  | 34  | 37,0 | 43,2 | 30,9 | 78,2 | 5,7 | 6,8 | 1,4 | 0,3 | 17,0 |
| 2008/09 | Мэриленд | ACC   | JR    | 35  | 35  | 34,6 | 40,5 | 32,7 | 86,7 | 5,4 | 5,0 | 1,4 | 0,4 | 17,5 |
| 2009/10 | Мэриленд | ACC   | SR    | 33  | 32  | 33,9 | 42,9 | 35,9 | 85,7 | 4,6 | 6,3 | 1,7 | 0,4 | 19,6 |
| Всего | Всего    | Всего | Всего | 136 | 123 | 33,6 | 42,5 | 32,9 | 82,8 | 4,8 | 5,7 | 1,4 | 0,3 | 16,0 |
| Наведите курсор мыши на аббревиатуры в заголовке таблицы, чтобы прочесть их расшифровку Статистика приведена с сайта sports-reference.com |          |       |       |     |     |      |      |      |      |     |     |     |     |      |